# تيتسويا إيشيكاوا
تيتسويا إيشيكاوا (بالإنجليزية: Tetsuya Ishikawa)‏ هو مصرفي بريطاني، ولد في 1979.